# Get Millie Black
Get Millie Black är en kriminal- och dramaserie som hade premiär i Sverige på Max den 26 november 2024. Serien är en samproduktion mellan HBO Max och Channel 4. Första säsongen består av fem avsnitt. Serien är skapad av Marlon James som också skrivit seriens manus.

## Handling
Serien kretsar kring den före detta detektiven på Scotland Yard, Millie-Jean Black, som återvänder till Kingston för att arbeta med fall rörande saknade personer.

## Rollista (i urval)
- Tamara Lawrance – Millie-Jean Black
- Joe Dempsie – Luke Holborn
- Gershwyn Eustache Jnr – Curtis
- Chyna McQueen – Hibiscus
- Nestor Aaron Absera – Corsica
- Peter John Thwaites – Freddie Summerville